# Antonín Carvan
Antonín Carvan (15. května 1901 Kladno – 1. listopadu 1959 Praha) byl český fotbalista z proslulé kročehlavské líhně talentů, československý reprezentant a trenér.

## Sportovní kariéra
Za československou reprezentaci odehrál v letech 1924–1930 čtrnáct utkání. Začínal v SK Kročehlavy, poté hrál v Židenicích a ve Viktorii Žižkov, odkud roku 1926 přešel do Sparty Praha. Čekalo se, že ve středu zálohy nahradí legendárního Káďu, nakonec byl ale pro tento post označen za příliš pomalého a posunul se na kraj zálohy (kde se tehdy rychlost tolik nevyžadovala, tu obstarávala útočná křídla). Ve Spartě odehrál 188 zápasů a stal se s ní dvakrát mistrem Československa – roku 1926 a 1927, ve Středoevropském poháru nastoupil čtyřikrát.
Český sportovní novinář a historik Zdeněk Šálek ho charakterizoval slovy: „Hrál výborně hlavou, byl však pomalý. Robustní hráč.“
| ročník             | záp. | góly | klub               |
| ------------------ | ---- | ---- | ------------------ |
| I. liga 1925       | –    | 3    | SK Viktoria Žižkov |
| I. liga 1925/26    | –    | 9    | SK Viktoria Žižkov |
| I. liga 1925/26    | –    | 0    | AC Sparta Praha    |
| I. liga 1927       | –    | 1    | AC Sparta Praha    |
| I. liga 1927/28    | –    | 0    | AC Sparta Praha    |
| I. liga 1928/29    | –    | 0    | AC Sparta Praha    |
| I. liga 1929/30    | –    | 1    | AC Sparta Praha    |
| I. liga 1930/31    | –    | 0    | SK Náchod          |
| I. liga 1931/32    | –    | 0    | SK Náchod          |
| CELKEM I. ČS. LIGA | 89   | 14   |                    |

## Trenérská kariéra
Trenérskou dráhu nastoupil ve Francii jako hrající trenér Nîmes Olympique od jara 1932 do jara 1934. V naší lize trénoval od jara 1936 do jara 1938 SK Židenice, tedy dvě a půl sezony.